# Milan Voračka
Milan Voračka (11 maggio 1944) è un ex cestista cecoslovacco.

## Carriera
Con la Cecoslovacchia ha disputato una edizione dei Mondiali (1970).